# Guélor Kanga
Guélor Kanga Kaku alias Kiaku Kiaku Kianga (* 1. září 1990, Oyem, Gabon nebo 5. října 1985) je konžský nebo gabonský fotbalový záložník a reprezentant, od léta 2020 hráč srbské Crvene zvezdy Bělehrad. V letech 2018 až 2020 působil v pražské Spartě.
V dubnu 2021 vyšla v Africe zpráva, že se ve skutečnosti jmenuje Kiaku-Kiaku Kianga, a narodil se už v roce 1985 v zairské Kinshase. Následně byl předvolán africkým fotbalovým svazem, aby vysvětlil, jak se mohl narodit čtyři roky po smrti své matky.

## Klubová kariéra
Nejprve hrál v Gabonu za kluby AS Mangasport Moanda, Missile FC a CF Mounana. V únoru 2013 odešel do ruského týmu FK Rostov. S Rostovem vyhrál v sezóně 2013/14 ruský fotbalový pohár. 

V červenci 2016 přestoupil do Srbska do bělehradského klubu FK Crvena Zvezda, kde odehrál celkem 39 ligových zápasů, v nichž devětkrát skóroval. Zahrál si i v evropských pohárech.

### AC Sparta Praha
V lednu 2018 odešel z Crvene zvezdy do českého klubu AC Sparta Praha, kde podepsal smlouvu do roku 2020. Premiéru v rudém dresu si připsal v zápase s Libercem, ve stejném zápase si připsal i svůj první gól poté, co v nastavení proměnil penaltu. Velmi kontroverzní hráč, který byl fanoušky milován pro své výkony i nenáviděn pro své chování zejména z počátku svého angažmá, požadoval po konci smlouvy v létě 2020 dvouletou smlouvu, kterou mu ovšem sportovní ředitel Tomáš Rosický nechtěl přímo poskytnout. Rosický situaci zhodnotil takto: „Za dva a půl roku, co Kanga v našem klubu působil, splňoval vše, jak bychom si představovali, ať už na hřišti i mimo něj, jen poslední tři měsíce před vypršením smlouvy. Respektoval týmová pravidla, dodržoval pokyny trenéra. Pak je to hráč, kterého tu chceme. S ohledem na tento fakt a po zkušenostech s ním jsme vyhodnotili, že naší společnou cestou může být jen kontrakt, který bude hráče od samého začátku motivovat k tomu, aby nadále splňoval tato kritéria. Proto jsme navrhli model: hraješ, plníš úkoly trenéra, jsi disciplinovaný, máš dvouletý kontrakt. Takovou délku nové smluvní spolupráce si sám Kanga představoval. Tento model byl ale zároveň nastavený takto: nejsi disciplinovaný, nerespektuješ spoluhráče a kouče, pak nehraješ a budeš tu s námi jen rok.“. Na tuto nabídku ale Kanga nepřistoupil a v klubu skončil.
| Gól                                             | Datum        | Soutěž (kolo)             | Zápas                                        | Skóre (minuta)      | Výsledek |
| ----------------------------------------------- | ------------ | ------------------------- | -------------------------------------------- | ------------------- | -------- |
| 1                                               | 18. 2. 2018  | 1. liga (17.)             | AC Sparta Praha – FC Slovan Liberec          | 2:00(90.) (pen.)    | 2:0      |
| 2                                               | 10. 3. 2018  | 1. liga (20.)             | MFK Karviná – AC Sparta Praha                | 0:10(24.)           | 1:1      |
| 3                                               | 28. 4. 2018  | 1. liga (26.)             | FC Baník Ostrava – AC Sparta Praha           | 1:10(28.) (pen.)    | 3:2      |
| 4                                               | 11. 5. 2018  | 1. liga (28.)             | FC Vysočina Jihlava – AC Sparta Praha        | 0:10(81.)           | 0:1      |
| 5                                               | 21. 7. 2018  | 1. liga (1.)              | AC Sparta Praha – SFC Opava                  | 1:00(73.)           | 2:0      |
| 6                                               | 29. 7. 2018  | 1. liga (2.)              | FK Jablonec – AC Sparta Praha                | 0:10(53.)           | 1:2      |
| 7                                               | 19. 8. 2018  | 1. liga (5.)              | AC Sparta Praha – 1. FK Příbram              | 1:10(38.) (pen.)    | 2:2      |
| 8                                               | 31. 8. 2018  | 1. liga (7.)              | AC Sparta Praha – FK Dukla Praha             | 2:00(82.)           | 2:0      |
| 9                                               | 22. 10. 2018 | 1. liga (12.)             | AC Sparta Praha – FK Mladá Boleslav          | 4:00(64.) (pen.)    | 4:1      |
| 10                                              | 4. 11. 2018  | 1. liga (14.)             | AC Sparta Praha – SK Slavia Praha            | 2:10(45.+2.) (pen.) | 2:2      |
| 11                                              | 18. 2. 2019  | 1. liga (21.)             | FK Dukla Praha – AC Sparta Praha             | 1:10(12.)           | 2:3      |
| 12                                              | 9. 3. 2019   | 1. liga (24.)             | AC Sparta Praha – FC Viktoria Plzeň          | 2:00(29.) (pen.)    | 4:0      |
| 13                                              | 16. 3. 2019  | 1. liga (25.)             | AC Sparta Praha – SK Sigma Olomouc           | 1:10(71.) (pen.)    | 2:1      |
| 14                                              | 16. 3. 2019  | 1. liga (25.)             | AC Sparta Praha – SK Sigma Olomouc           | 2:10(77.) (pen.)    | 2:1      |
| 15                                              | 30. 3. 2019  | 1. liga (26.)             | FK Mladá Boleslav – AC Sparta Praha          | 1:10(73.) (pen.)    | 2:1      |
| 16                                              | 26. 5. 2019  | 1. liga – O titul (5.)    | SK Slavia Praha – AC Sparta Praha            | 1:10(21.) (pen.)    | 2:1      |
| 17                                              | 20. 7. 2019  | 1. liga (2.)              | AC Sparta Praha – FK Jablonec                | 2:00(83.)           | 2:0      |
| 18                                              | 29. 7. 2019  | 1. liga (3.)              | SK Dynamo České Budějovice – AC Sparta Praha | 2:10(49.)           | 2:2      |
| 19                                              | 4. 8. 2019   | 1. liga (4.)              | AC Sparta Praha – 1. FK Příbram              | 2:00(39.) (pen.)    | 3:0      |
| 20                                              | 4. 8. 2019   | 1. liga (4.)              | AC Sparta Praha – 1. FK Příbram              | 3:00(80.) (pen.)    | 3:0      |
| 21                                              | 8. 8. 2019   | 3. předkolo EL (1. zápas) | AC Sparta Praha – Trabzonspor                | 2:00(68.)           | 2:2      |
| 22                                              | 1. 9. 2019   | 1. liga (8.)              | AC Sparta Praha – SK Sigma Olomouc           | 3:20(57.)           | 3:3      |
| 23                                              | 15. 9. 2019  | 1. liga (9.)              | FC Fastav Zlín – AC Sparta Praha             | 0:20(19.) (pen.)    | 0:2      |
| 24                                              | 5. 10. 2019  | 1. liga (12.)             | AC Sparta Praha – MFK Karviná                | 4:00(85.)           | 4:0      |
| 25                                              | 5. 10. 2019  | 1. liga (14.)             | AC Sparta Praha – Bohemians Praha 1905       | 2:00(31.)           | 4:0      |
| 26                                              | 22. 11. 2019 | 1. liga (17.)             | AC Sparta Praha – SK Dynamo České Budějovice | 1:10(35.) (pen.)    | 3:3      |
| 27                                              | 8. 12. 2019  | 1. liga (19.)             | AC Sparta Praha – FK Mladá Boleslav          | 3:20(54.)           | 5:2      |
| 28                                              | 3. 6. 2020   | 1. liga (27.)             | AC Sparta Praha – FK Teplice                 | 2:00(25.) (pen.)    | 3:0      |
| 29                                              | 14. 6. 2020  | 1. liga (30.)             | 1. FC Slovácko – AC Sparta Praha             | 0:20(79.)           | 0:2      |
| 30                                              | 17. 6. 2020  | Pohár (Semifinále)        | AC Sparta Praha – FC Viktoria Plzeň          | 1:00(15.) (pen.)    | 2:1      |
| 31                                              | 1. 7. 2020   | MOL Cup (Finále)          | FC Slovan Liberec – AC Sparta Praha          | 1:20(73.) (pen.)    | 1:2      |
| Celkem: Liga – 28, Pohár – 2, Evropská liga – 1 |              |                           |                                              |                     |          |

## Reprezentační kariéra
Kanga debutoval v A-mužstvu gabonské reprezentace v roce 2012. Zúčastnil se Afrického poháru národů 2015 v Rovníkové Guineji a Afrického poháru národů 2017 v Gabonu.